# Grosmolen
De Grosmolen is een wipmolen nabij Hoogmade. De molen aan de Doespolderweg is in 1640 gebouwd ten behoeve van de bemaling van de Voorofse- of Grospolder, ter vervanging van een omgewaaide wipmolen. De Grosmolen was tot 1956 in bedrijf. De molen is wel maalvaardig, maar door het gedaalde peil in de polder is het scheprad te hoog komen te staan om effectief te zijn.

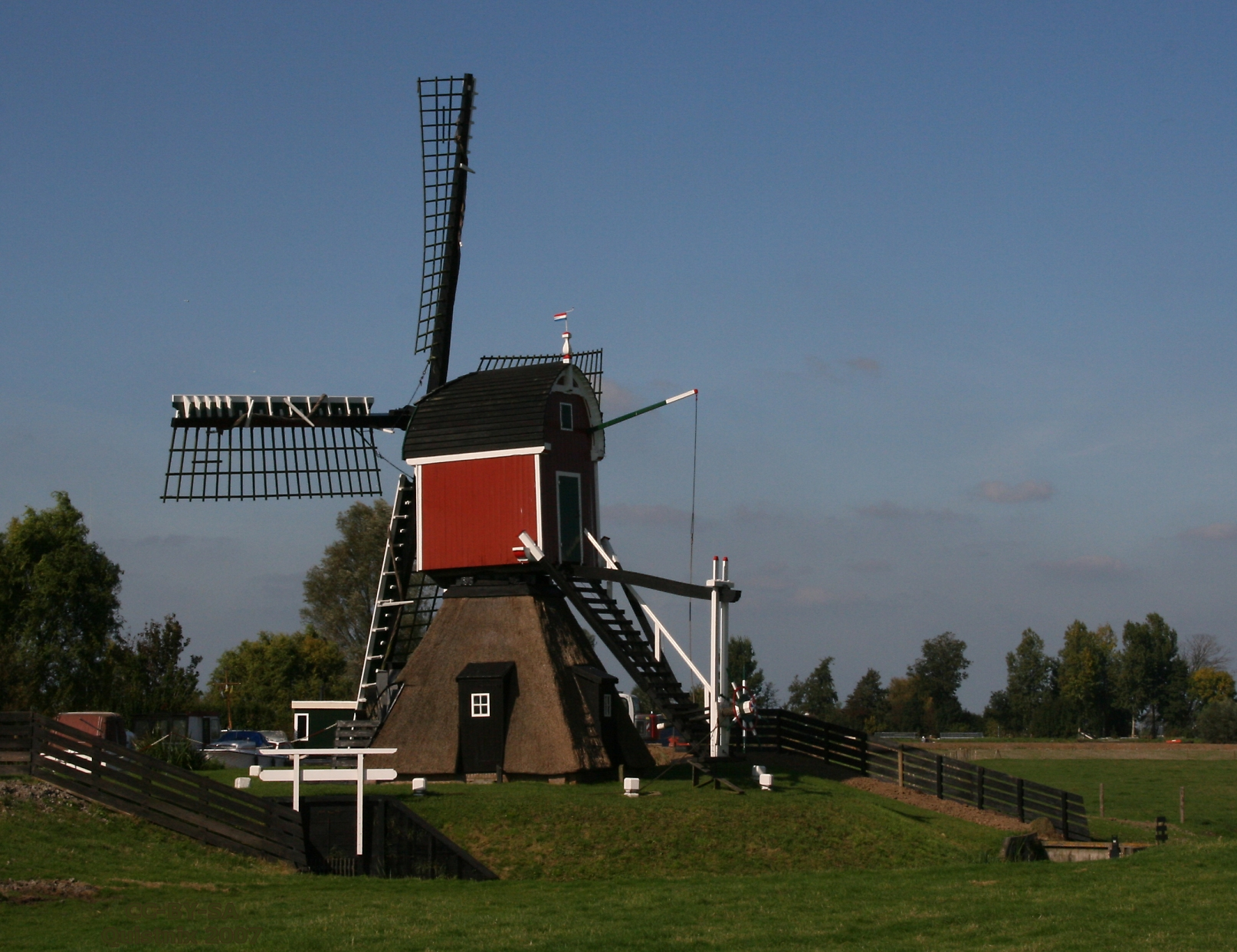
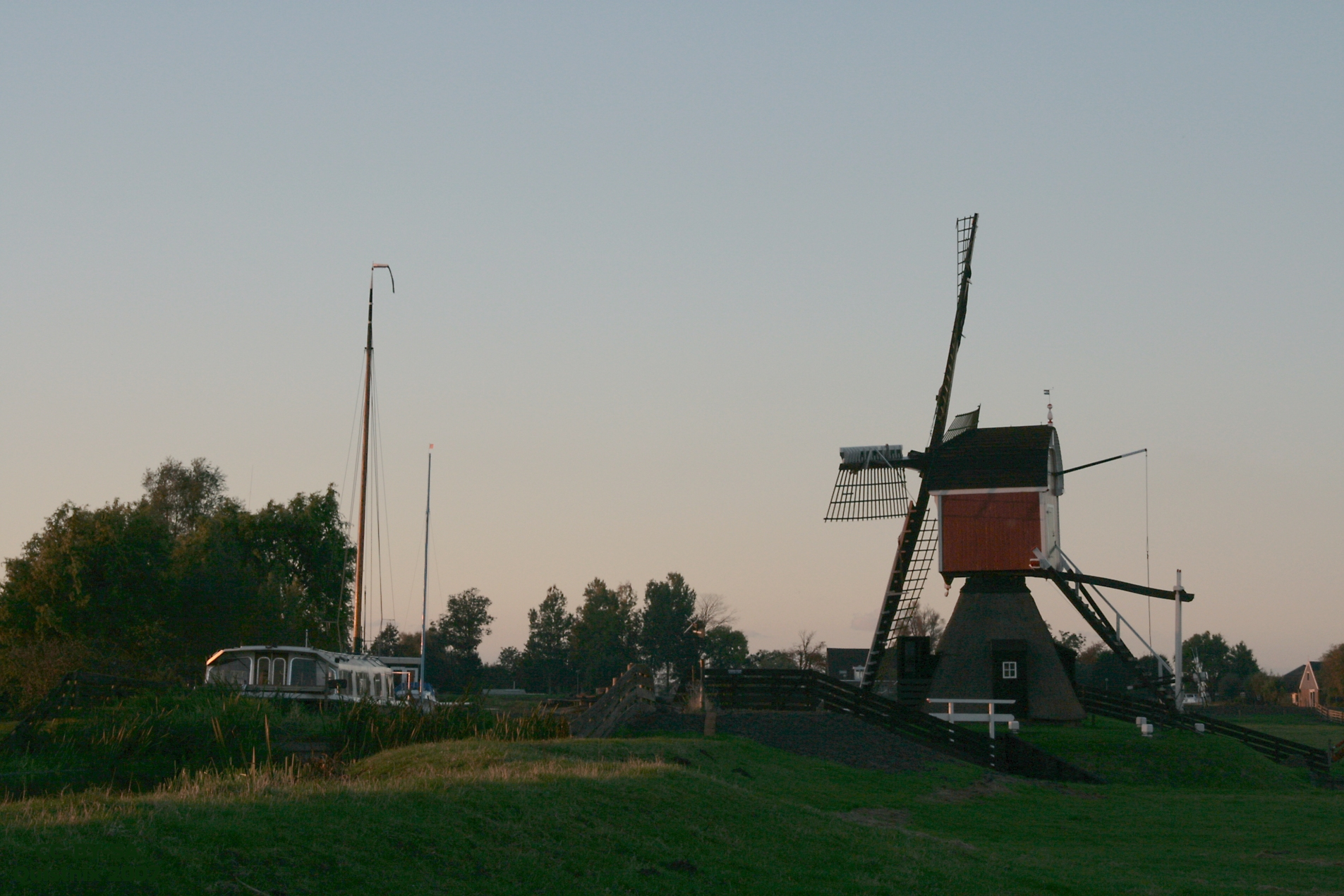